# Vriesea curvispica
Vriesea curvispica är en gräsväxtart som beskrevs av Werner Rauh. Vriesea curvispica ingår i släktet Vriesea och familjen Bromeliaceae. Inga underarter finns listade i Catalogue of Life.